# Рудоуправление имени В. И. Ленина
Рудоуправление имени В. И. Ленина — бывшее предприятие горнодобывающей отрасли по добыче и переработке железных руд на базе Криворожского железорудного бассейна в городе Кривой Рог.

## История
Месторождение разрабатывалось с 1891 года открытым способом Колачевским и Пужмеровским рудниками.
В 1924 году началось восстановление малых рудников после Гражданской войны, которые объединились в новый рудник, названный именем В. И. Ленина.
В 1928—1933 годах построена шахта имени Орджоникидзе. В 1934 году рудоуправление получило имя Орджоникидзе.
В 1963 году введена в строй шахта имени В. И. Ленина.
Летом 1969 года рудоуправление вновь получило имя В. И. Ленина.
С 1973 года входит в состав ПО «Кривбассруда».
С 1981 года добывает магнетитовые кварциты.
1 октября 1989 года рудоуправление ликвидировано, из его структуры выделены шахты имени Орджоникидзе и имени В. И. Ленина.

## Характеристика
Рудоуправление включало две эксплуатационные шахты, дробильно-сортировочную фабрику, железнодорожный и автомобильный цеха. Производило агломерационную и доменную руды.

## Награды
- Орден «Знак Почёта» (1976).